# モッキン・バード・ヒル
「モッキン・バード・ヒル」は、1951年発表の米国のスタンダード歌曲である。ジョージ・ヴォーン・ホートン作詞・作曲。4分の3拍子のワルツ調の歌曲である。
パティ・ペイジやレス・ポールとメリー・フォードの歌唱により人気曲となったが、これは両アーティストにとっては前年の「テネシー・ワルツ」に続く大ヒットナンバーである。

## 概要
「モッキン・バード・ヒル」の基盤となっているのは、1915年にカール・ジュラーボのレコード盤で米国での人気を博したスウェーデンのワルツ「Livet i Finnskogarna（フィンランドの森の暮らし）」とされている。
パティ・ペイジの録音盤は1951年1月17日にマーキュリー・レコードから発売され、同年2月24日から22週間にわたってビルボードのポップ・ミュージックチャートに名を載せた。最高位は2位である。また同時期に、マーキュリー・レコードではタイニー・ヒル＆ヒルサイダーズの歌唱したレコード盤も制作している。
レス・ポールとメリー・フォードの録音盤はキャピトル・レコードから発売され、やはりビルボードのトップ10入りを果たしている。
キャッシュボックスのレコード販売チャートによると、すべての歌唱版を合わせたばあい、「モッキン　バード　ヒル」は最初に1951年3月3日にチャートインし、1951年4月21日に1位となり、1951年5月12日のチャートまで第1位を保ち、5月26日には再び1位に返り咲いている。
ビッグバンドのリーダーであったラス・モーガンは、ゲイ・シスターをバックコーラスに起用した版を1951年に録音している。
「モッキン・バード・ヒル」は、ザ・クラッシュの歌曲『Spanish Bombs』でも名を出している。

## 「みんなのうた」での紹介
「モッキン・バード・ヒル」の日本語版は、1961年6月に放送開始して間もない『みんなのうた』で『ことりの丘』というタイトルで放送された。作詞：野川香久、編曲：小林秀雄。歌は楠瀬一途、東京少年少女合唱隊。映像は木馬座によるシルエット。なお放送当時の楽譜は著作権の関係で水星社テキストには未収録。
リメイク版は1976年12月に原題通りの『モッキン・バード・ヒル』と改題して放送された。作詞：山元清多、編曲：高井達雄。歌は上條恒彦で、「みんなのうた」は5回目の出演だが、ソロは初。歌詞の内容は原曲と違い、町から町へと旅をする中年男性の心を綴った歌となっている（アメリカを舞台にしている点だけ同じ）。アニメーションは古川タクが担当し、背景にはかつてのアメリカの風景が描かれている。なお放送では3番は省かれた。
1961年版の映像は現在も見つかっておらず、音源の再放送もされていない。リメイク版は1977年5月5日に『特集みんなのうた』で再放送されたのみで、定時番組では長らく再放送されていなかったが、2011年4月に放送された『みんなのうた 1970'sセレクション』の中の一曲として放送、そして同年8月 - 9月に、定時では35年ぶりに再放送された。
- みんなのうた放送曲一覧
- みんなのうた年度別放送楽曲一覧